# Agra (Division)
Die Division Agra ist eine Division im indischen Bundesstaat Uttar Pradesh. Der Verwaltungssitz befindet sich in der Stadt Agra.

## Distrikte
Die Division Agra gliedert sich in vier Distrikte:
| Distrikt  | Verwaltungssitz | Fläche in km² | Einwohner (2011) | Ew./km² |
| --------- | --------------- | ------------- | ---------------- | ------- |
| Agra      | Agra            | 4.041         | 4.418.797        | 1.093   |
| Firozabad | Firozabad       | 2.407         | 2.498.156        | 1.038   |
| Mainpuri  | Mainpuri        | 2.760         | 2.547.184        | 763     |
| Mathura   | Mathura         | 3.340         | 2.547.184        | 763     |